# Port lotniczy Maewo-Naone
Port lotniczy Maewo-Naone (IATA: MWF, ICAO: NVSN) – port lotniczy położony na wyspie Maewo (Vanuatu).